# Roberto Angelini
Roberto Angelini Rossi (Ferrara, 30 de julio de 1948) es un ingeniero y empresario italiano nacionalizado chileno, líder del grupo Angelini, uno de los mayores grupos económicos del país sudamericano.

## Primeros años en Chile
Nació como el único hijo hombre de Gino Angelini Fabbri (fallecido en 1994), a su vez, hermano de Anacleto Angelini, forjador de la fortuna de la familia.
Llegó a Chile a la edad de treinta años. Antes, su padre y su tío habían arribado a ese país con el fin de lograr una mejor calidad de vida a través del desarrollo de diversos negocios.
Tras incursionar en la construcción, los hermanos compraron en 1957 una pequeña empresa pesquera en Arica, en el extremo norte del[país, a uno de sus socios. Gino fue el encargado de ir a operarla y, como parecía un lugar un tanto inhóspito, marchó solo. Así, el pequeño Roberto y su madre, Silvana Rossi, se quedaron en Santiago con Anacleto, aún soltero, quien debía aprender sobre la comercialización de los nuevos productos y la importación de los insumos.
A los pocos años su madre partió rumbo al norte, quedándose sólo en la capital con su tío, con quien llegó a cultivar una estrecha relación. Vivió tres años en Iquique, tras un nuevo traslado de su padre. En Santiago estudió en el Colegio del Verbo Divino.

## Ingreso al grupo
En 1967 ingresó a la Escuela de Ingeniería en la Pontificia Universidad Católica, donde compartió aulas con el después empresario Andrés Navarro. En esta casa de estudios eligió la mención en química de ingeniería civil industrial porque, según cercanos, tenía claro que su futuro estaría en las empresas del grupo, entonces concentradas en el sector pesquero.
Ya egresado de la universidad, el destino lo llevó otra vez al norte de Chile, luego de pasar un periodo como ingeniero en Indus Lever. Tiempo después asumió la gerencia general de las desaparecidas pesqueras del grupo Tocopilla y Punta Angamos. En 1980 volvió a la capital.
En 1988 ocupó la vicepresidencia de Sigma, abandonando los cargos gerenciales y en 1990 ingresó como director de Celulosa Arauco y Constitución, con intereses en el sector forestal.

## Alto ejecutivo
En los siguientes años fue tomando progresivamente mayores responsabilidades dentro de la más altas estructuras del grupo, consciente de ser el heredero 'natural' de su tío, el cual no tuvo hijos en su matrimonio con María Noseda.
Se señala como el 'envíon' final de su ascenso la dimisión de Felipe Lamarca a la presidencia del directorio de Empresas Copec, en 2005. Esto le abrió las puertas para asumir, además, la mesa de tres importantes empresas: Igemar, Copec Distribuidora y Corpesca, cuyos directorios estaban encabezados por el renunciado.
En 2007, tras la muerte de su tío, a los 93 años, pasó a liderar automáticamente el grupo, al tomar la presidencia de Inversiones Angelini, matriz final de todos los negocios.
En su testamento, Anacleto Angelini estipuló que Angelini Rossi y la familia tendrían un activo rol en los planes de desarrollo de las empresas del grupo. Asimismo, el artífice del conglomerado prohibió vender su participación a personas ajenas al clan. Al momento de su muerte, Inversiones Angelini era controladora de Inversiones Siemel, que aglutina negocios tecnológicos, agrícolas y seguros; de AntarChile, que controla a su vez Empresas Copec y Celulosa Arauco y Constitución; y de Eperva.
Ha sido jurado del premio de innovación chileno AVONNI.

## Familia
Está casado con la arquitecta Ana María Amadori, con quien tuvo cinco hijos, tiene 10 nietos: cuatro de su hija mayor Daniela Angelini, tres de su segundo hijo Maurizio Angelini, dos de Claudio Angelini y uno de Mario Angelini , su hija Anais no tiene hijos actualmente. 